# Papa, maman, l'atome et moi
Papa, maman, l'atome et moi (titre original : Dad's Nuke) est un roman de science-fiction écrit sur le ton de l'humour noir par Marc Laidlaw, publié en 1986 aux États-Unis, puis paru pour la première fois en France en 1987.

## Résumé
Une famille américaine dans un futur relativement proche : le père, la mère et leurs bébés-éprouvettes génétiquement programmés. Tous vivent en semi-autarcie dans une enclave fortifiée en banlieue.
Adepte de l'autodéfense, Papa passe son temps à se comparer à leur voisin, Jock Smith. Quand ce dernier s'équipe d'un lanceur de missiles, Papa installe un réacteur nucléaire dans son garage. L'histoire culmine avec l'effondrement depuis l'intérieur de la petite communauté de banlieue.

## Une parodie de la vie de banlieue
Papa, maman, l'atome et moi est une parodie de la vie de la classe moyenne américaine installée en banlieue. Le père de famille mesure sa réussite à l'aune de celle de son voisin ; les Américains ont d'ailleurs une expression pour cela, « Keeping up with the Joneses (en) ». L'ouvrage démonte de façon originale et féroce le ridicule de cette famille conformiste et de son idéal de vie.